# Lea Dabič
Lea Dabič, slovenska alpska smučarka, * 10. junij 1981, Bohinjska Bistrica.
Dabičeva je za Slovenijo nastopila na Zimskih olimpijskih igrah 2002 v Salt Lake Cityju, kjer je nastopila v slalomu in že v prvi vožnji odstopila. 